# Werner-Rudolf Anton
Werner-Rudolf Anton (3 de abril de 1895 - 12 de setembro de 1948) foi um oficial alemão que serviu na Luftwaffe durante a Segunda Guerra Mundial. Foi condecorado com a Cruz de Cavaleiro da Cruz de Ferro.